# Florsjön
Florsjön är en sjö i Söderhamns kommun i Hälsingland och ingår i Ljusnans huvudavrinningsområde. Sjön är 15 meter djup, har en yta på 3,17 kvadratkilometer och befinner sig 55 meter över havet. Sjön avvattnas av vattendraget Florån (Glössboån). Vid provfiske har bland annat abborre, braxen, gers och gädda fångats i sjön.
Sjön ligger i närheten av Söderhamn-Mohed flygfält och har använts för flygning av sjöflygplan.

## Delavrinningsområde
Florsjön ingår i delavrinningsområde (679840-155291) som SMHI kallar för Utloppet av Florsjön. Medelhöjden är 70 meter över havet och ytan är 10,67 kvadratkilometer. Räknas de 10 avrinningsområdena uppströms in blir den ackumulerade arean 109,56 kvadratkilometer. Florån (Glössboån) som avvattnar avrinningsområdet har biflödesordning 2, vilket innebär att vattnet flödar genom totalt 2 vattendrag innan det når havet efter 22 kilometer. Avrinningsområdet består mestadels av skog (41 procent) och jordbruk (15 procent). Avrinningsområdet har 3,17 kvadratkilometer vattenytor vilket ger det en sjöprocent på 29,7 procent. Bebyggelsen i området täcker en yta av 0,28 kvadratkilometer eller 3 procent av avrinningsområdet.

## Fisk
Vid provfiske har följande fisk fångats i sjön:
- Abborre
- Braxen
- Gärs
- Gädda
- Gös
- Löja
- Mört